# Championnat d'Allemagne de football 1927-1928
Navigation
Meisterschaft
(Verbandsligen)
1926-1927 Meisterschaft
(Verbandsligen)
1928-1929
La saison 1927-1928 du Championnat d'Allemagne de football était la 21e édition de la première division allemande.
Seize clubs participent à la compétition nationale, il s'agit des clubs de 7 régions d'Allemagne. Le championnat national est disputé sous forme de coupe à élimination directe.
Le Hambourg SV remporte le titre en s'imposant en finale face au Hertha Berlin, finaliste malheureux pour la 3e année consécutive. Hambourg gagne le 2e titre de champion d'Allemagne de son histoire, après celui obtenu en 1923.

## Les 16 clubs participants
- Baltique : VfB Königsberg - Preussen Stettin
- Brandebourg : Tennis Borussia Berlin - Hertha Berlin
- Centre : Hallescher FC - Dresdner SC
- Nord : Hambourg SV - Holstein Kiel
- Sud : FC Wacker Munich - Eintracht Francfort - Bayern Munich
- Sud-Est : Sportfreunde Breslau - SC Breslau 1908
- Ouest : Preussen Krefeld - SpVgg Koln/Sulz 1907 - Schalke 04

## Compétition
La compétition a lieu sous forme de coupe, avec match simple.

### Premier tour
- Tous les matchs ont eu lieu le 8 juillet 1928.

| Équipe 1              | Résultat | Équipe 2               |
| --------------------- | -------- | ---------------------- |
| Hambourg SV           | 4 - 2    | Schalke 04             |
| Hertha Berlin         | 7 - 0    | Sportfreunde Breslau   |
| Preussen Stettin      | 1 - 4    | Holstein Kiel          |
| SpVgg Köln/Sulz 1907  | 3 - 1    | Eintracht Francfort    |
| Preussen Krefeld      | 1 - 3    | Tennis Borussia Berlin |
| SC Breslau 1908       | 2 - 3    | VfB Königsberg         |
| Hallescher FC         | 0 - 3    | Bayern Munich          |
| FC Wacker Munich a.p. | 1 - 0    | Dresdner SC            |

### Quarts de finale
- Tous les matchs ont eu lieu le 15 juillet 1928.

| Équipe 1               | Résultat | Équipe 2             |
| ---------------------- | -------- | -------------------- |
| Bayern Munich          | 5 - 2    | SpVgg Köln/Sulz 1907 |
| VfB Königsberg         | 0 - 4    | Hambourg SV          |
| Holstein Kiel          | 0 - 4    | Hertha Berlin        |
| Tennis Borussia Berlin | 1 - 4    | FC Wacker Munich     |

### Demi-finale
- Tous les matchs ont eu lieu le 22 juillet 1928.

| Équipe 1      | Résultat | Équipe 2         |
| ------------- | -------- | ---------------- |
| Hambourg SV   | 8 - 2    | Bayern Munich    |
| Hertha Berlin | 2 - 1    | FC Wacker Munich |

### Finale
| 29 juillet 1928 | Hambourg SV | 5 - 2 | Hertha Berlin | Volkparkstadion, Altona |  |
|                 |             |       |               |                         |  |

## Bilan de la saison
| Tableau d'Honneur                   |             |
| Compétition                         | Vainqueur   |
| Championnat d'Allemagne de football | Hambourg SV |